# Pitcairnia pavonii
Pitcairnia pavonii är en gräsväxtart som först beskrevs av Carl Christian Mez, och fick sitt nu gällande namn av Carl Christian Mez. Pitcairnia pavonii ingår i släktet Pitcairnia och familjen Bromeliaceae. IUCN kategoriserar arten globalt som nära hotad.
Artens utbredningsområde är Ecuador. Inga underarter finns listade i Catalogue of Life.